# Paavo Lötjönen
Paavo Lötjönen, né le 29 juillet 1968 à Kuopio en Finlande, est un violoncelliste finlandais et plus connu comme membre du groupe de musique Apocalyptica.

## Son parcours musical
Issu d'une famille de musiciens, il commence à jouer du violoncelle à l'âge de 6 ans. Il étudie à l'Académie Sibelius, tout comme les trois amis avec lesquels il va former le groupe Apocalyptica en 1993, Eicca Toppinen, Antero Manninen et Max Lilja. À côté de son groupe, Paavo est professeur de musique à l'Académie Sibelius.

## Sa présence au sein du groupe
Cet homme qu'on peut qualifier de "tranquille", apporte un certain calme dans le groupe et s'oppose avec respect à l'énergie de Perttu Kivilaakso. Peu présent lors du processus de composition, il a forgé sa part d'admirateurs sur scène en montrant un enthousiasme constant et une virtuosité sans pareil. En matière de composition, on apprend que depuis worlds colide, il participe à la composition de certains titres.

## Discographie avec Apocalyptica
- Plays Metallica by Four Cellos (1996)
- Inquisition Symphony (1998)
- Cult (2000)
- Best of Apocalyptica (2002)
- Reflections (2003)
- Apocalyptica (2005)
- Amplified: A Decade of Reinventing the Cello (2006)
- Worlds Collide (2007)
- 7th Symphony (2010)
- Shadowmaker (2015)